# Godoya obovata
Godoya obovata là một loài thực vật có hoa trong họ Ochnaceae. Loài này được Ruiz & Pav. mô tả khoa học đầu tiên năm 1798.